# Temple de Lalguan Mahadeva
Le temple de Lalguan Mahadeva est un temple en ruine situé à Khajurâho dans l'État du Madhya Pradesh, en Inde.
Il est dédié à Shiva, mais Mahadeva signifiant Le Grand Dieu, cette expression peut désigner pour les hindous, soit Shiva, soit Vishnou.
L'édifice fait partie du groupe situé à l'Ouest du site du patrimoine mondial de l'UNESCO au titre de l'Ensemble monumental de Khajuraho.

## Histoire
Le temple de Mahadeva est daté d'environ 900. C'est le deuxième temple survivant le plus ancien à Khajurâho, après le temple de Chausath Yogini. Les deux temples sont en granite.
Le temple semble avoir été construit à une période où le grès, utilisé dans d'autres temples de Khajuraho, était introduit mais l'utilisation du granite n'avait pas encore complètement cessé.
Le temple a été classé « Monument d'Importance nationale » par l'ASI.

## Description
Le temple de Mahadeva a été construit sur la rive d'un lac, maintenant appelé Lalguan Sagar.
Comparé aux derniers temples de Khajuraho, il est de petite taille et de conception simple. Son plan et sa conception sont semblables à ceux du temple voisin de Brahmā. Il a un toit en forme de pyramide. La seule sculpture sur la porte est un motif de diamant.
Le temple est maintenant en ruine : la tour curviligne de son sanctuaire est tombée et le porche d'entrée, reconstitué, avait disparu.